# Gazeta Wielkopolska (1872)
Gazeta Wielkopolska – polskie czasopismo ukazujące się od lutego do czerwca 1872. Jego współorganizatorem był Ludwik Rzepecki.